# Церква Святого Івана Богослова (Зарубинці)
Церква Святого Івана Богослова в Зарубинцях — парафія і храм ПЦУ в селі Зарубинцях Збаразької громади Тернопільського району Тернопільської области України.

## Історія церкви
1905 року закінчено будівництво мурованої церкви на місці давнього дерев'яного храму, який існував ще в [1832] році. У 1845—1885 роках церква використовувався як каплиця.
7 липня 2023 року парафію відвідав митрополит Тернопільський і Кременецький Нестор.
Кількість парафіян: 1844 — 283, 1854 — 336, 1864 — 378, 1874 — 331, 1884 — — 351, 1894 — 541, 1904 — 578, 1914 — 642, 1924 — 578, 1936 — 423.

## Парохи
- о. Іван Боратинський ([1832]—1845+)
- о. Тома Боратинський (1845—1850, адміністратор)
- о. Яків Горбачевський (1850—1852, адміністратор)
- о. невідомий (1852—1869)
- о. Іван Бохенський (1869—1876)
- о. Іван Герасимович (1876—1877, адміністратор)
- о. невідомий (1877—1885)
- о. Олексій Заячківський (1885—1897)
- о. Теофіл Копистянський (1897—1898, адміністратор)
- о. невідомий (1898—1901)
- о. Теодор Пайкус (1901—1902, адміністратор)
- о. невідомий (1902—1908)
- о. Володимир Ванчицький (1908—1909, адміністратор; 1909—1919+)
- о. Іван Пачовський (1923—1932)
- о. Григорій Алискевич (1932—1933)
- о. Ярослав Мельник (1933—1938)
- о. Теодор Пасічник ([1944])
- о. Іван Лесик — нині[1]